# Knez Lazar
Lazar Hrebeljanović (1329. – 1389.) poznat i kao sveti car Lazar, bio je srpski vladar s prijestolnicom u Kruševcu. Poginuo je u Bitci na Kosovom polju 1389. godine i proglašen za sveca.
Lazar Hrebeljanović je najvjerojatnije rođen 1329. godine u Prilepcu kod Novog Brda. Taj grad je dobio njegov otac Pribac Hrebeljanović od kralja Dušana Nemanjića kao nagradu za službu na njegovom dvoru. Povijest za sada ne zna kako se zvala majka Lazara Hrebeljanovića. Također se ne zna ni koliko je točno braće i sestara imao.
Otac Lazara je bio logotet na dvoru kralja Dušana u Prištini. U vrijeme kada se kralj Dušan okrunio za cara, Lazar Hrebeljanović je imao oko 17 godina. Obiteljsko bogatstvo Hrebeljanovića je bilo vrlo malo i obuhvaćalo je samo utvrđeni grad Prilepac (gdje se Lazar rodio) i grad Prizrenac. Kao mladić Lazar je služio na dvoru cara Dušana. O tome govori i „Povijesno slovo o knezu Lazaru“, kao i patrijarh Danilo. Kao dvorski činovnik Lazar je od cara Dušana dobio titulu stavioca i s ovom titulom je sudjelovao u političkom životu carevine. Na dvoru je sreo despota Jovana Olivera, ratničkog kesara Preljubu, despota Dejana i kesara Vojihnu.
Lazar Hrebeljanović 1353. godine oženio je  Milicu, kćer velikog kneza Vratka. Njezin otac bio je iz roda Nemanjića po liniji velikog župana Vukana. Poslije naprasne smrti cara Dušana Nemanjića 20. prosinca 1355. godine Lazar Hrebeljanović kao dvoranin sudjelovao je pokopu u mauzoleju Svetog Arhanđela kod Prizrena. Tu je Lazar mogao vidjeti kako su u jugozapadnom kutu hrama pokapaju posmrtni ostatci cara Dušana i kako se grobnica zatvara s poklopcem od bijelog mramora na kojem je isklesan visoki reljef cara Dušana.
Unutarnji sukobi i diobe stvorili su krizu srpske države. S nestankom carstva, poslije iznenadne smrti Dušana Nemanjića, a potom i Cara Uroša (1355. – 1371.), mnogi krupni i sitni feudalci, srpska vlastela ili „velikaši“ - kako ih pamti narodno predanje ugrozili su jedinstvo srpskih zemalja. O srpskim podjelama jasno govori i bizantski car Ivan Kantakuzin sljedećim riječima:
Slika raspada jasno se ocrtavala, a izgledala je ovako:
- Zapadna Makedonija (Kralj Marko, sin i nasljednik oca Vukašina i turski vazal poslije 1371. godine)
- Istočna Makedonija (Konstantin i Ivan Dragaš - isto kao turski vazali poslije 1371. godine)
- Zapadna Srbija : Župan Nikola Altomanović
- Zeta (Balšići)
- Kosovo (Vuk Branković)
- Morava (Knez Lazar Hrebeljanović)

Pobjedom na Marici Turcima je bio otvoren put za dalja porobljavanja srpskih pokrajina. Manji odredi turske vojske pustošili su po selima i trgovima. „Strah... nevolja i nesreća ljuto su obli sve gradove i zapadne predjele...“ Lazar se počinje u svim intitulacijama nazivati „Gospodin vse Srbljem“, „Knez Srbljem“, što u stvari znači „Knez ili vladar srpskih zemalja“. Osim toga, Lazar rabi i kraljevsko vladarsko ime Stefan Lazar. Čak se na aversu očuvanog pečata na „Lazarevoj darovnoj povelji“ Hilandaru iz 1379. godine nalazi lik Stefana Prvomučenika, zaštitnika loze Nemanjića. U poveljama se potpisuje crvenim mastilom. Od bitnog značaja, u skladu sa srednjovjekovnom državnopravnom teorijom je to što je Lazar posjedovao crkveni legitimitet.
Ugrožen od Turaka, izložen stalnoj opasnosti od napada Nikole Altomanovića, strahujući i od napada Ugara knez Lazar je morao i energično i mudro raditi na jačanju obrambene moći svoje države. Pošto je imao veliki broj ženske rodbine, pretežno ženidbenim vezama uspio je okupiti oko sebe svoje moćne susjede. Sestru Draginju udao je za čelnika Musu, gospodara rudarskog kraja oko Kopaonika, grada i župe Brvenik, a kćer Maru, 1371. godine, za Vuka Brankovića. Dvije mlađe svoje kćeri predao je knez Lazar svatovima u Kruševcu. Jelena se udala za Đurđa Stracimirovića Balšića, „gospodara vsom Zeti i pomorju“, a Teodoru za Nikolu II. Gorjanskog, uglednog feudalca u Južnoj Ugarskoj (Mačva).
Udajama, uspostavljanjem savezničkih odnosa i oružanom borbom s nepokornim velikašima uspio je knez Lazar ojačati i teritorijalno proširiti svoju državu. S okolnim velikašima osnovao je neku vrstu obiteljskog saveza, kome je on bio na čelu. Najmoćniji članovi saveza poslije kneza Lazara bili su njegovi zetovi Vuk Branković i Đurađ Stracimirović Balšić. Smrću cara Uroša nestalo je carskog dostojanstva. Pošto je po protokolu bizantskog dvora, koji je primjenjivan i na srpskom dvoru, samo car mogao dodjeljivati visoka zvanja, te je Lazar ostao u zvanju kneza a Vuk Branković ima zakonsko pravo samo na naslov „gospodin“. „Blagovjerni i kristoljubivi Bogom prosvjećeni knez Lazar i ljubazni mu sin gospodin Vuk“, zabilježio je nepoznati analitičar 1387. godine, „kada su vladali svim srpskim zemljama i pomorskim i tako u slozi i ljubavi pobeđivali neprijatelje svoje“.
Udruženim snagama kneza Lazara i bosanskog bana Tvrtka, 1373. godine pobjeđen je, zarobljen u Užicu i osljepljen Nikola Altomanović. Pobjednici su podijelili njegovu oblast. Banu Tvrtku je pripao i manastir Mileševa u kome je pokopan Sveti Sava. Potomak Nemanjića po ženskoj liniji, ban Tvrtko je odlučio da se 1377. godine okruni za kralja Bosne i Srbije. Obred krunidbe izvršen je najvjerojatnije u mjestu Mile, nedaleko od Visokog. Nepomućeno prijateljstvo kneza Lazara s kraljem Tvrtkom jasan je dokaz da je Tvrtkov postupak smatran suglasnim sa srednjovjekovnim poimanjem legitimnosti naslijeđa prijestolja. To, međutim, nikako ne znači da se knez Lazar prestao smatrati glavnim vladarom na teritoriju srpskog carstva, tim prije što je i on preko svoje žene Milice bio u srodstvu s izumrlom dinastijom Nemanjića.
Vjeran tradiciji vladara na srpskom prijestolju, knez Lazar je pregao podići autoritet crkve i učiniti je moćnom potporom u borbi za učvršćenje svoje vlasti i obranu od Turaka. U tom cilju smatrao je neophodnim izmiriti Pećku i Carigradsku patrijaršiju, koje su bile u neprijateljstvu od doba proglašenja Pećke patrijaršije 1346. godine, kada se kralj Dušan okrunio za cara. Poslije dugih pregovora u kojima se istakao monah Izaija, do izmirenja je došlo 1375. godine. Obred svečanog priznanja Pećke patrijaršije obavljen je u patrijaršijskoj crkvi u Peći. Bila je to velika svečanost, kojoj su, osim mnogobrojnih velmoža i crkvenih velikodostojnika, nazočile monahinje Jelisaveta (monaško ime carice Jelene), i Jefimija, udovica despota Jovana Uglješe. Monahinja Jelisaveta umrla je početkom studenoga 1376. godine. Vjerojatno po dogovoru s kneginjom Milicom, Jefimija je odmah poslije njezine smrti došla u Kruševac i nastanila se u dvoru kneza Lazara.
Kada mu se u Kruševcu rodila i peta kćer Olivera, knez Lazar je vjerojatno izgubio svaku nadu da će dobiti nasljednika prijestolja. Zato nije teško zamisliti radost supružnika kada im se 1377. godine rodio sin, koji je na krštenju, po tradiciji loze Nemanjića, dobio ime Stefan. Poslije Stefana kneginja je rodila još dva sina Vuka i Dobrivoja. Dobrivoje je umro kao dijete a Vuk je rastao uz Stefana koji nije bio mnogo stariji.
Ekonomski i kulturni napredak države kneza Lazara ometan je stalnim pokušajima Turaka da je podčine. Zato je knez bio prinuđen usredotočiti svoju pozornost na vojne pripreme. Na teritoriju svoje države prvi put se sukobio s jačim odredom turske vojske 1380./1381. godine kada su njegove vojskovođe Crep i Vitomir pobijedili Turke na Dubravici kod Paraćina.
Iako poraženi u Bosni kod Bileće 1388. godine, Turci su odlučili i po treći put napasti kneza Lazara. Obaviješten o njihovim pripremama, knez Lazar je 1389. godine preko svog zeta Nikole Gorjanskog, mačvanskog bana, ugovorom s Ugrima osigurao zaleđe i pregao prikupiti što veću vojsku za predstojeću bitku. Obratio se za pomoć i kralju Tvrtku, koji je i po svojoj tituli bio dužan sudjelovati u borbama za obranu nezavisnosti Srbije.
Obaviješten da će Turci pokušati prodor preko Kosova, knez Lazar je na čelu svoje vojske sredinom lipnja došao na Kosovo.
„Pođimo, braćo i čeda“, - obratio se knez Lazar uoči bitke vojnicima, kako je zapisao nepoznati analitičar u Povijesnom Slovu o knezu Lazaru, „pođimo na podvig koji je pred nama, ugledavši se na nagradodavca Krista. Smrću poslužimo dužnosti, prolijmo krv našu, iskupimo život smrću i dajmo udove naših tijela nepoštedimo za čast i otačastvo naše, a Bog će se svakako smilovati na ostatke naše i neće istrebiti do kraja rod i zemlju našu “.
Što se tiče sukoba s Osmanlijama, anali govore da je Lazar imao uspjeha u borbama s njima. Godine 1386. Orhanov sin, Murat I. je predvodio vojsku na Srbiju. Srpska vojska, s knezom Lazarom na čelu, nalazila se na Toplici (na Pločniku) i tada je spriječen dublji prodor neprijatelja u unutrašnjost zemlje. Iz sažetih vijesti analitičara stiče se dojam da su dva vladara izbjegla sukob.
Poslije smrti Ugarskog kralja Ludovika I. (1382.), knez Lazar je odbio položaj turskog vazala i zajedno s kraljem Tvrtkom umiješao se u dinastičke sukobe u Ugarskoj. Međutim, srpska država nije morala braniti samo sjevernu granicu već i južnu - na Kosovu. Turska horda je prešla preko zemalja braće Dragaša i na pomolu je visio neizbježan sukob sa Srbijom. Bitka se odigrala na Vidovdan 28. lipnja 1389. godine na Kosovom polju.
U okršaju prvog sukoba Srbi su pobijedili Turke. „Među vojnicima“, piše Konstantin Filozof u Žitiju despota Stefana Lazarevića, „koji su se borili pred vojskom bijaše neko vrlo blagorodni (Miloš - zabilježio je netko na margini Konstantinovog djela) koga oblagaše zavidljivci svome gospodinu i osumnjičiše ga kao nevjerna. A ovaj da pokaže vjernost, a ujedno i hrabrost, nađe zgodno vrijeme, ustremi se k samom velikom načelniku kao da je prebjeglica, i njemu put otvoriše. A kad je bio blizu, iznenada pojuri i zari mač u toga samoga gordoga i strašnoga vlastodršca. A tu i sam pade od njih. U prvi mah odolijevali su Lazarevi ljudi i pobjeđivali su. Ali već ne bijaše vrijeme za izbavljanje. Stoga i sin toga cara ojača opet u toj samoj bitci i pobjedi. Nakon toga, postiže Lazar blaženu smrt tako što mu je glava posječena, a njegovi mili drugovi molili su usrdno da poginu prije njega i ne vide njegovu smrt.  A tada, tada ne bijaše mjesta u cjeloj toj zemlji gdje se nije čuo tužni glas ridanja i vapaj koji se ne može ni s čime usporediti tako da se zrak ispunio...“.
Na Kosovu polju: „mučenik Kristov postade veliki knez Lazar“ (Despot Stefan: natpis na stubu mramornom na Kosovu), izborom i opredjeljenjem za nebesko ispuni riječi Njegove: „Od ove ljubavi nema veće do ako tko položi život za bližnje svoje“. Jn 15;13. Onome koji je učinio izbor dostojan Nebeskog Cara narod nepokolebljivo imenu dodaje - car - i ovjenčava ga aureolom svetaca a Crkva kanonizira, već nekoliko godina poslije pogibije.

## Pokop kneza Lazara
Iz Mitropolijske crkve u Prištini tijelo Kneza Lazara 1390./1391. godine preneseno je u njegovu zadužbinu manastir Ravanicu. Zbog nadiranja Turaka i stanovništvo i monaštvo biva prinuđeno napustiti ognjišta i svetinje. Sa sobom nosi i najveću dragocjenost - Lazareve moći. Nastavlja svetac dijeliti sudbinu svog naroda, preko Beograda do Sent Andreje u Ugarskoj poslije nekoliko godina prenesen u fruškogorski manastir Vrdnik (Nova Ravanica). Tijekom Drugoga svjetskog rata, 1942. godine zbog ustaških pustošenja pravoslavnih svetinja u Srijemu, moći su prenesene u Sabornu crkvu u Beograd.
Godine 1954. Sveti arhijerejski sabor SPC donio je odluku o prijenosu moći Sv. Kneza u Ravanicu. Ova odluka se provodi o 600. obljetnici Kosovske bitke, 1989. godine, i to tako što su njegove moći izlagane na putu kroz veliki broj srpskih gradova i manastira.
Tako je od Vidovdana 1988. do kolovoza 1989. godine relikvijar iz Beogradske Saborne crkve preko manastira Vrdnika, Ozrena, Tronoše i Ćelija, zatim Šapca, Valjeva i Kragujevca, pa manastira Žiča, Ljubostinja i Pavlica prenesen do Kosova. Na Gazimestanu, mjestu kosovske bitke, održan je spomen a potom, poslije boravka u manastiru Gračanica i svečanih vidovdanskih bogosluženja, relikvijar s Lazarevim moćima preko Niša, Kruševca i manastira Manasija, prenesen je u Ravanicu.
U Beogradu mu je posvećena jedna crkva na Zvjezdari.

## Vanjske poveznice
- Žitije svetog velikomučenika Lazara, cara srpskog  Arhivirana inačica izvorne stranice od 28. prosinca 2012. (Wayback Machine) (srp.)
- Fotografija Lazarevih moći  Arhivirana inačica izvorne stranice od 9. rujna 2015. (Wayback Machine) (engl.)